# Перовский проезд
Перо́вский проезд —  улица второстепенного назначения в ЮВАО города Москвы, на границе территорий Нижегородского района и района Лефортово.

## Описание
Перовский проезд проходит по северной границе Рогожского поселка и микрорайона Смирновский. Улица начинается перекрестком со Старообрядческой улицей и заканчивается тупиком у железнодорожного полотна подъездного пути завода «Москабельмет». Длина Перовского проезда составляет 668 метров. 

Перовский проезд пересекает Шепелюгинскую, Душинскую и Подъемную улицы

## Происхождение названия
Перовский проезд был назван в XIX веке по своему направлению на восток к селу Перово.

## Здания и сооружения

### Дома по улице
Всего по Перовскому проезду — 55 домов
- Дома 2а стр 1-3
- Дома 3 стр 1,2,4,5,6,9
- Дома 3 стр 10,12,13,15-18,20,21,23,24
- Дом 3 стр 35
- Дома 3 стр 90-92, 94-97, 99
- Дома 3 стр 100, 103-105
- Дом 4с1
- Дом 4с2 — ООО «НИИЭМИ» (Научно-исследовательский институт эластомерных материалов и изделий)
- Дом 4с3
- Дом 4с4
- Дом 4с5
- Дом 4с6
- Дом 6а
- Дом 6с1
- Дом 7:

Мировой судья судебного участка № 272 района Лефортово 
Мировые судьи судебного участка № 271 района Лефортово 
Судебный участок № 406 Нижегородского района 
- Дом 7с2
- Дом 9 — ООО «НИИЭМИ»
- Дом 9с2
- Дом 35 — ОАО «Институт пластмасс имени Г.С.Петрова» [5]
- Дома 54, стр 4,5а,7-9
- Дома 54, стр 10,11,14,19

## Организации

### НИИПМ
Основная статья: НИИПМ имени Петрова

Институт пластических масс был открыт в апреле 1943 года на базе МЭЗ ПМ как научно-исследовательский институт промышленности пластмасс и смол. В 1982 году Институт Пластмасс получил имя профессора Григория Семеновича Петрова.

### НИИЭМИ
Основная статья: НИИЭМИ 

Институт эластомерных материалов и изделий учреждён приказом № 1204 от 13.04.1930 г. высшим Советом Народного хозяйства Советского Союза. В настоящее время НИИЭМИ занимается  исследованиями уникальных и композиционных материалов из эластомеров.

## Транспорт

### Наземный транспорт
Транспортная инфраструктура на Перовском проезде развита на низком уровне. Практически все маршруты общественного транспорта, проходящие поблизости, проложены по близлежащим или соседним улицам.
По проезду проходят автобусы 340:  Площадь Ильича/ Римская — Смирновская улица и  567:  Марксистская —  Площадь Ильича/ Римская — Смирновская улица, 25

Недалеко от проезда, по Старообрядческой и Подъемной улицам проходят маршруты 759: Карачарово — Платформа Фрезер —  Авиамоторная — Смирновская улица и 805: Карачаровский путепровод —  Нижегородская —  Авиамоторная — Центр обслуживания населения

### Ближайшие станции метро
- Авиамоторная (Калининско-Солнцевская линия) и Авиамоторная (Большая кольцевая линия) (будут соединены переходом):

От пересечения с Душинской улицей — 1,5 км по Душинской и Шоссе Энтузиастов; 1,07 км (по прямой)
От пересечения с железнодорожным полотном подъездного пути завода «Москабельмет» — 958 м (по прямой)

### Железнодорожный транспорт
- Платформа Авиамоторная (Казанское направление МЖД):

От пересечения с Душинской улицей — 1,76 км по Душинской и Шоссе Энтузиастов; 1,18 км (по прямой)
От пересечения с железнодорожным полотном подъездного пути завода «Москабельмет» — 1,03 км (по прямой)
- Платформа Калитники (Курское направление МЖД):

От пересечения со Старообрядческой улицей — 786 м (по прямой)
- Платформа Москва-Товарная (Курское направление МЖД):

От пересечения со Старообрядческой улицей — 1,1 км (по прямой)

## Интересные факты
- Дом 3, строения с 1 по 100 по Перовскому проезду находится по другую сторону железнодорожных путей и стоит вдали от самой улицы: здание расположено на Первом Кабельном проезде[8].